# Mooi kado
Mooi kado is een verhalenbundel van de Nederlandse schrijver Simon Carmiggelt. Het boek werd in 1979 uitgegeven in een oplage van 370.000, destijds een record, door de Stichting Collectieve Propaganda van het Nederlandse Boek en de Vereniging ter Bevordering van het Vlaamse Boekwezen, ter gelegenheid van de Boekenweek 1979, die dat jaar als motto had: “Boeken aan banden”. De 22 verhalen werden van tekeningen voorzien door Peter van Straaten.

## Inhoud en thematiek
De bundel bevat herinneringen en overpeinzingen aan schrijvers als A. Roland Holst, Herman Heijermans en Willem Elsschot, een selectie uit Carmiggelts correspondentie met Gerard Reve en enige kronkelachtige verhalen. Verbindend element is de inname van  alcohol. Reve nam in zijn roman De taal der liefde 39 van zijn brieven aan Simon Carmiggelt en zijn vrouw  op, Carmiggelt biedt nu gedeelten van zijn tegencorrespondentie aan Reve.
De revue passeren verder   Erich Kästner, Godfried Bomans, Koos Speenhoff, J. Slauerhoff en H. Marsman. Ook is een cursiefje gewijd aan kunstschilder Piet Mondriaan wegens de inrichting van zijn kamer in Parijs.

## Receptie en achtergrond
Criticus Kees Fens van de Volkskrant was niet te spreken over het boekje. Hij kende 'vele heel wat betere boeken' van Carmiggelt. De mooiste bladzijde vond hij die waarop Carmiggelt aan Reve schrijft over de begrafenis van Godfried Bomans.
Oorspronkelijk hadden Carmiggelt en Van Straaten een omvangrijker boek gemaakt dan in het kader van het Boekenweekgeschenk paste. De uitgebreide versie verscheen alsnog in 1983 onder de titel Met de neus in de boeken. De versie uit 1983 biedt niet alleen alle oorspronkelijke kopij voor het Boekenweekgeschenk, maar bevat ook later geschreven stukken en een grotere selectie van brieven aan Reve.